# Шенгельды (Алматинская область)
Шенгельды (каз. Шеңгелді) — село в Алматинской области Казахстана. Находится в подчинении городской администрации Конаев. Административный центр Шенгельдинского сельского округа. Код КАТО — 191637100.

## Население
В 1999 году население села составляло 4938 человек (2451 мужчина и 2487 женщин). По данным переписи 2009 года в селе проживал 4601 человек (2244 мужчины и 2357 женщин).